# Porfir
Porfir je skupno ime za vse magmatske kamnine z velikim deležem ortoklaza in obarvanih mineralov in s porfirsko strukturo, pa tudi skrajšana označitev za kremenov porfir ali ortofir. Porfir se uporablja za oblaganje v gradbeništvu, tlakovanje pločnikov in v industriji pri izdelavi šamota.